# USS City of Corpus Christi (SSN-705)
| «Сіті оф Корпус-Крісті»              | «Сіті оф Корпус-Крісті»          | «Сіті оф Корпус-Крісті»          |
| ------------------------------------ | -------------------------------- | -------------------------------- |
| USS City of Corpus Christi (SSN-705) |                                  |                                  |
|                                      |                                  |                                  |
|                                      |                                  |                                  |
| Спуск на воду                        | 25 квітня 1981 року              | 25 квітня 1981 року              |
| Виведений зі складу флоту            | 3 серпня 2017 року               | 3 серпня 2017 року               |
| Сучасний статус                      | В утилізації                     | В утилізації                     |
| Проєкт                               |                                  |                                  |
| Головний конструктор                 | General Dynamics Electric Boat   | General Dynamics Electric Boat   |
| Класифікація НАТО                    | Los Angeles I                    | Los Angeles I                    |
| Основні характеристики               |                                  |                                  |
| Швидкість (надводна)                 | 25 вузлів                        | 25 вузлів                        |
| Швидкість (підводна)                 | 30 вузлів                        | 30 вузлів                        |
| Робоча глибина занурення             | 290 метрів                       | 290 метрів                       |
| Гранична глибина занурення           | 450 метрів                       | 450 метрів                       |
| Екіпаж                               | 12 офіцерів, 110 матросів        | 12 офіцерів, 110 матросів        |
| Розміри                              |                                  |                                  |
| Довжина найбільша (по КВЛ)           | 110 метрів                       | 110 метрів                       |
| Ширина корпусу найб.                 | 10 метрів                        | 10 метрів                        |
| Середня осадка (по КВЛ)              | 9,4 метра                        | 9,4 метра                        |
| Водотоннажність надводна             | 6096 тонн                        | 6096 тонн                        |
| Озброєння                            |                                  |                                  |
| Торпедно- мінне озброєння            | 4 × 21 (533 мм) торпедні апарати | 4 × 21 (533 мм) торпедні апарати |

«Сіті оф Корпус-Крісті» (англ. USS City of Corpus Christi (SSN-705)) — багатоцільовий атомний підводний човен, є 18-тим в серії з 62 підводних човнів типу «Лос-Анджелес», побудованих для ВМС США. Він став другим кораблем ВМС США з такою назвою, Підводний човен названий на честь міста Корпус-Крісті, штат Техас. Призначений для боротьби з підводними човнами і надводними кораблями противника, а також для ведення розвідувальних дій, спеціальних операцій, перекидання спецпідрозділів, нанесення ударів, мінування, пошуково-рятувальних операцій.

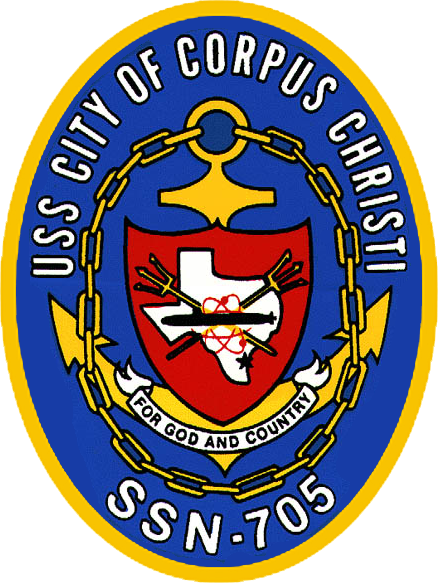
Емблема субмарини

Спочатку човен отримав назву USS «Corpus Christi». Однак ця назва викликала широкі протести християнських громад, які побачили блюзнірство в тому, що військовому кораблю дали ім'я, що означає на латині «Тіло Христове». В результаті керівництво ВМС США змушене було уточнити, що човен названа в честь однойменного міста і в 1983 році була додана приставка City.
Контракт на будівництво був присуджений 31 жовтня 1973 року верфі Electric Boat в Гротоні (штат Коннектикут), що належить компанії General Dynamics. Закладка кіля відбулася 4 вересня 1979 року. Церемонія спуску на воду і хрещення відбулась 25 квітня 1981 року. Хрещеною матір'ю стала Лілла Б. Каммінгс Тауер, дружина сенатора США від штату Техас Джона Тауера. Церемонія введення в експлуатацію відбулася 8 січня 1983 року військово-морській базі підводних човнів Нью-Лондон в Гротон, штат Коннектикут.З 17 жовтня 2002 року порт приписки військово-морська база Апра на острові Гуам. З 1 травня 2011 року порт приписки Joint Base Pearl Harbor-Hickam (Джойнт Бейс Перл Харбор-Хікем), скорочено JBPHH, яка знаходиться поруч з Гонолулу, Гаваї.
30 травня 2016 року в Перл-Харбор відбулася церемонія виведення підводного човна з експлуатації після 33 років служби.